# Galena (Maryland)
Galena – miasto w Stanach Zjednoczonych, w stanie Maryland, w hrabstwie Kent.